# Brian Molko
Brian Molko, född 10 december 1972 i Bryssel, Belgien, är en brittisk-luxemburgsk musiker främst känd som frontfigur i Placebo. Förutom att vara sångare i Placebo spelar han även gitarr, bas och keyboard i bandet. Han skriver dessutom de flesta av bandets låtar. 

## Biografi
Brian Molkos far var bankman, vilket innebar att familjen flera gånger under Molkos barndom flyttade runt i världen. Skottland, Liberia, Libanon och Luxemburg där han bodde under större delen av sin barndom, men i flera intervjuer har Molko talat om sin mors hemstad Dundee i Skottland som platsen "där han växte upp".
Vid 17 års ålder flyttade han till London för att studera teater på Goldsmiths. Det var också i London, närmare bestämt på South Kensington spårvagnsstation som han stötte ihop med sin gamla skolkamrat Stefan Olsdal. De hade båda studerat på Internationella skolan i Luxemburg, men på den tiden tillhört olika gäng och därför inte pratat med varandra. Brian Molko bjöd Olsdal att komma till en av hans spelningar tillsammans med bland andra Steve Hewitt på en liten klubb. Olsdal blev imponerad av Molkos säregna röst och tillsammans bildade de Ashtray Heart. 
Molko brukar referera till David Bowie, Sonic Youth, The Cure, R.E.M., Echo & The Bunnymen och The Pixies som sina musikaliska inspirationskällor.
Brian Molko är känd för att på egen hand ha lärt sig spela gitarr. 
Molko har en son född 2005 tillsammans med dåvarande partnern Helena Berg.